# In the Summer Time
In the Summer Time è un cortometraggio muto del 1906 diretto da Lewin Fitzhamon.

## Trama
Un uomo lega un nastro a un ramo che si muove solleticando una donna. In questo modo, lui distoglie l'attenzione della madre mentre sta flirtando con sua figlia.

## Produzione
Il film fu prodotto dalla Hepworth.

## Distribuzione
Distribuito dalla Hepworth, il film - un breve cortometraggio di 63,3 metri - uscì nelle sale cinematografiche britanniche nel maggio 1906.
Si conoscono pochi dati del film che, prodotto dalla Hepworth, fu distrutto nel 1924 dallo stesso produttore, Cecil M. Hepworth. Fallito, in gravissime difficoltà finanziarie, il produttore pensò in questo modo di poter almeno recuperare il nitrato d'argento della pellicola.